# 馬爹利
馬爹利 （法語：Martell），於1715年由尚·马爹利（Jean Martell）創立，是法國一個干邑白蘭地品牌，現由世界第二大葡萄酒與烈酒生產集團保樂利加所持有。

## 历史
1715 年，来自泽西岛的年轻商人尚·马爹利在靠近夏朗德河的干邑地区开始了自己的贸易事业，开创了最早的干邑酒庄。 他于 1753 年辞世，此后，他的遗孀和两个儿子及孙子继承了他的事业，将出口业务发扬光大，并于 1814 年使马爹利成为英国的最佳品牌。
1831 年，马爹利酿成首款“金牌马爹利”干邑，销量远销海内外。 该酒很快声名远扬，开始出口到日本，以及印度尼西亚、越南、马来西亚和韩国等其他亚洲市场。
公司最著名的产品马爹利蓝带于 1912 年创立 1。[需引用资料]
1936 年，马爹利随同玛丽皇后号豪华游轮航行，1977 年，马爹利又荣登协和号客机。
1987 年，施格兰以 12 亿美元的高价收购这家法国酒商。
2001 年，法国烈酒生产商保乐利加集团收购了施格兰集团的部分业务，马爹利随之成为保乐利加集团旗下品牌。
21 世纪初，马爹利相继推出了多款全新干邑系列： 2005 年，“马爹利 XO”问世，2007 年，“马爹利凯旋珍享干邑”隆重上市，其瓶身由艺术家兼玻璃制品设计师塞尔日·曼索倾力打造。 2009 年，马爹利干邑推出了标志性的酒品：“金王马爹利”。 2011 年，马爹利推出了“马爹利尚选”，这款珍享干邑进一步拓展了其“至尊”系列，充分体现了酿酒师和香特露庄园的高超技艺。
2006 年，马爹利加入了法国精品行业联合会，这是一家在全球推广法国奢侈酒庄的协会。
2010 年，马爹利重新开始赞助凡尔赛宫，这项赞助活动始于 2007 年，主要内容是对王后寝宫前厅的重建工作提供支持。 2012 年，马爹利蓝带在摩纳哥巴黎大饭店庆祝了其 100 年华诞。1912 年，爱德华·马爹利正是在这里推出了这款名酒。

## 生产工艺

### 宝德区
宝德区的土地使当地的葡萄成为干邑地区最负盛名的酿酒原料，它们品种珍稀，产出的生命之水无与伦比。 当尚·马爹利创立其白兰地酒庄时，便对宝德区情有独钟。 白玉霓葡萄所酿造的白兰地酒香气馥郁，还带有一丝水果的清甜芬芳。

### 蒸馏
马爹利秉承古老的夏朗德壶式蒸馏法，精心独创蒸馏工艺。 蒸馏的过程由酿酒师加以指导，至今沿用尚·马爹利时代传承下来的技术和工艺。

### 陈年
马爹利选择纹理细密的橡木桶进行最后一步的熟成。 在熟成的最后阶段，酿酒师精心调制生命之水，最终打造成为精品干邑。

## 产品
马爹利选用产自以下干邑地区的葡萄： 宝德区、大香槟区、小香槟区及优林区。

### 马爹利 VS

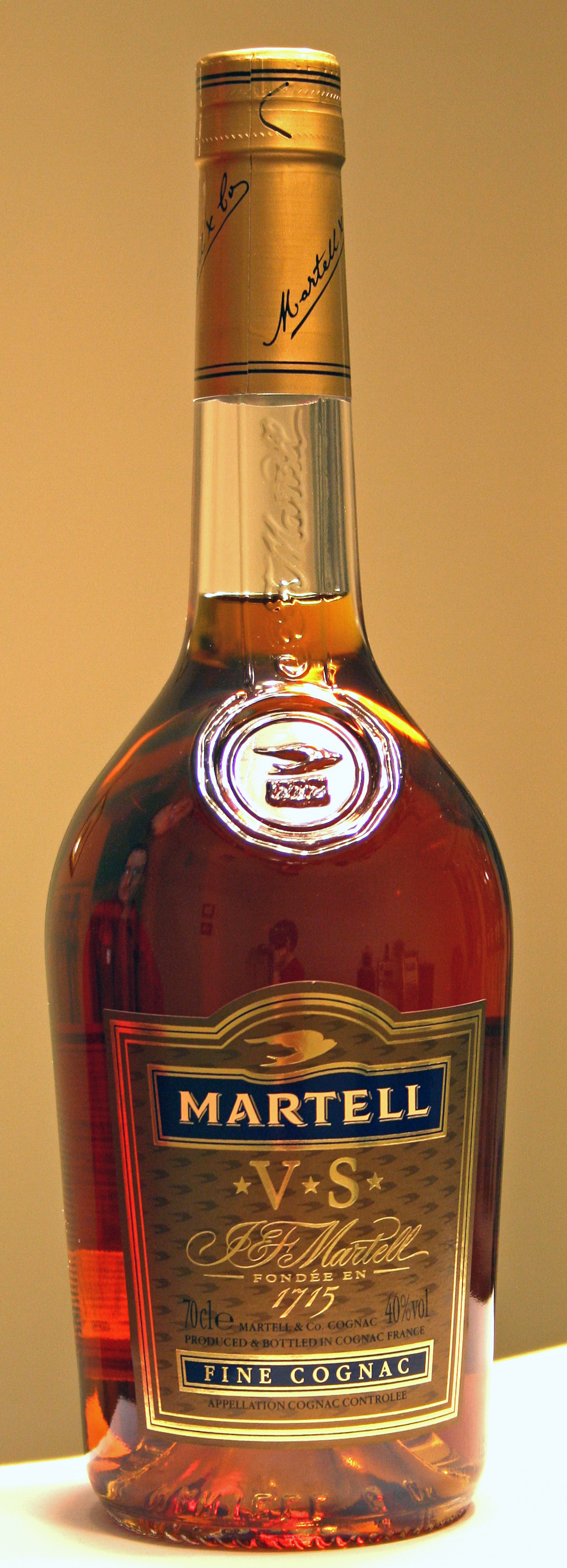
一瓶馬爹利VS干邑（Very Special）

马爹利V.S干邑在150多年前以“三星”之名问世，如今已然蜚声国际。 马爹利V.S干邑口感圆润柔和、果香馥郁，酒质清澈醇厚，是调制长饮及经典鸡尾酒的不二之选。

### 马爹利 VSOP
金牌马爹利V.S.O.P干邑带有金牌勋章和路易十四肖像，是为了纪念1715年路易十四统治王朝的结束以及马爹利干邑时代的开始而设计。金牌马爹利是法国四大干邑产区佳酿——“生命之水”——调配的结晶。

### 马爹利名士
马爹利名士是为赞赏极品干邑的优雅人士而特别酿制的一种现代风格的特级高档干邑，瓶身以其特有的切面设计和柔和流线型线条独具特色，甄选陈年生命之水，口味独树一帜。通透的瓶身映射琥珀色的酒液，契合与生具有高贵品质的魅力人士。  

### 马爹利蓝带
自爱德华･马爹利于1912年灵感调创以来，马爹利蓝带造就了一段真正的干邑传奇。宝德区的“生命之水”铸就的独到调配与经典隽永的瓶身设计，使马爹利蓝带成为干邑世界中卓然不凡的经典，备受全世界干邑鉴赏家们的青睐。

### 马爹利 XO
马爹利X.O的拱形艺术瓶身，塑造睿智与灵感的象征，更完美地展现了尚•马爹利对干邑艺术的不懈追求。马爹利X.O取自干邑区最为精华的“生命之水”，在大香槟区的雄劲力度与宝德区的优雅醇香间演绎出精妙的平衡，成为马爹利风格的标志。 

### 马爹利尚选
马爹利尚选干邑由数种精心甄选的“生命之水”调制而成，有些已经在香特露庄园的酒窖中发酵多年。此外，这款干邑还蕴含着对厚重的历史承载之地的深深敬意。它只选用产自四大干邑最佳产区－－大香槟区，小香槟区，优林区及宝德区的卓越佳品酿制而成，堪称博采众长的完美结晶。

### 马爹利凯旋珍享干邑
马爹利凯旋珍享干邑由法国著名设计师塞尔日･曼索所设计的独特弧形酒瓶，是马爹利创新精神的象征。此酒完美的融合了宝德区的清新果香及悠久的大香槟区的“生命之水”的芳香。 

### 马爹利高希霸
马爹利高希霸干邑是由大香槟区的“生命之水”以独特的方式调制而成。它的香味浓郁而多样，是为古巴雪茄品牌特调的超高档陈年干邑。专业水准的完美结合，使之成为标志性的极品佳酿。

### 尚·马爹利 至尊
尚·马爹利 至尊是一款通过各种系列的稀世邂逅而制作出来的卓越超凡的干邑葡萄酒。大香槟区和宝德区弥足珍贵的联合造就出了一款融合优雅品质、雄劲和醇厚韵味于一身的、无与伦比的名酒。这款名贵的干邑葡萄酒中汇集了超过四百种、储存时间在一个世纪以上的极为罕见的生命之水。